# Sint Sebastiaansbrug
De Sint Sebastiaansbrug is een basculebrug over het Rijn-Schiekanaal in de stad Delft, in de Nederlandse provincie Zuid-Holland. De vernieuwde brug is op 12 juni 2020 opengegaan voor al het wegverkeer, behalve tramverkeer, wat later zou volgen. De Sint Sebastiaansbrug is eigendom van de gemeente, met uitzondering van het deel van het brugdek boven het water, dat eigendom is van de provincie Zuid-Holland.

## Oude brug
Tussen 1963 en 14 februari 2019 bestond er een ligger- en basculebrug. Er waren (anno 2006) 4 rijstroken, een busstrook en fietsstroken aanwezig. De doorvaartwijdte van het vaste en beweegbare gedeelte bedroegen 10,50 m. de doorvaarthoogte bedroeg 4,40 m (bij NAP -0,40 m).

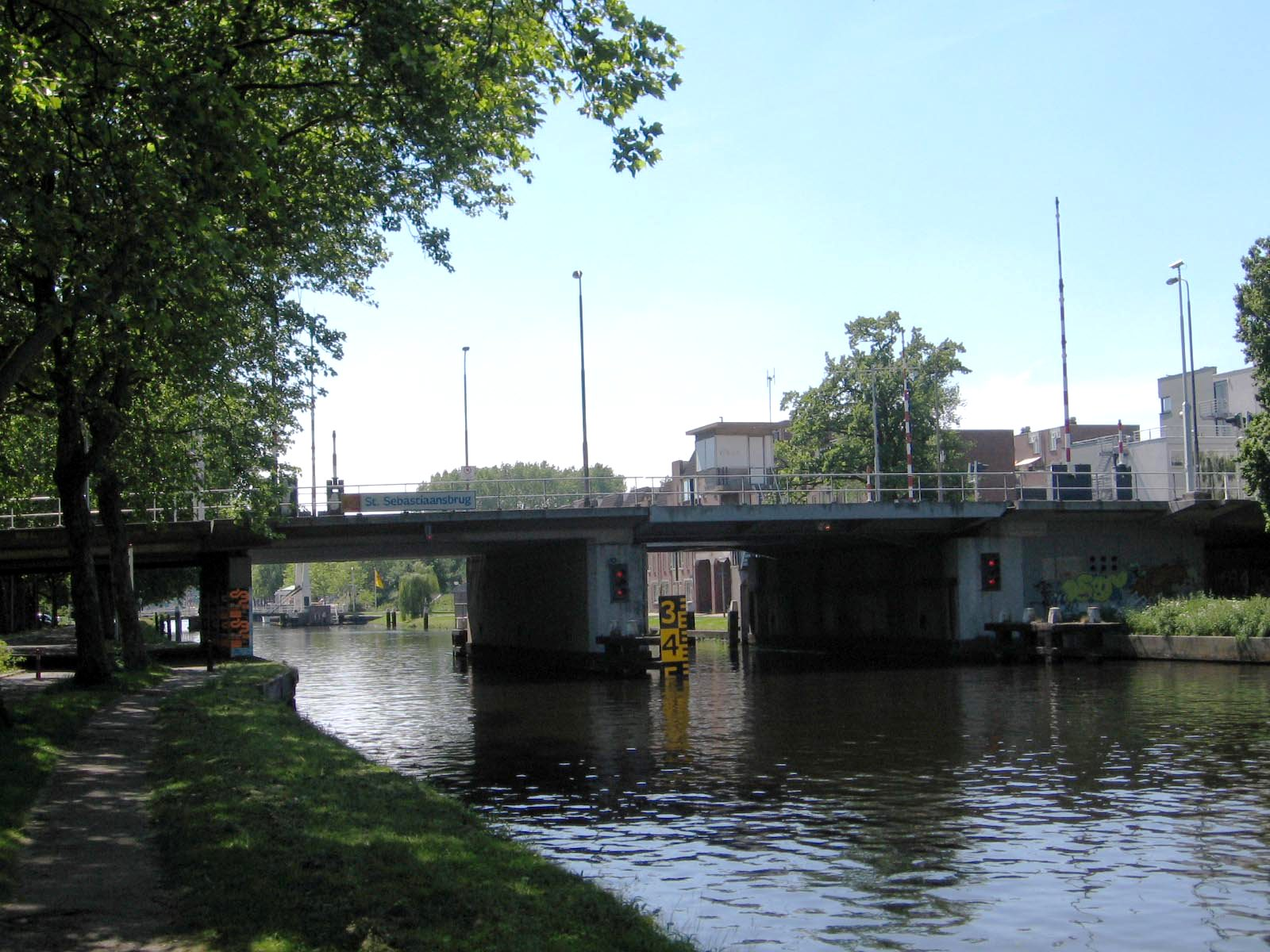
Zij-aanzicht van de oude brug
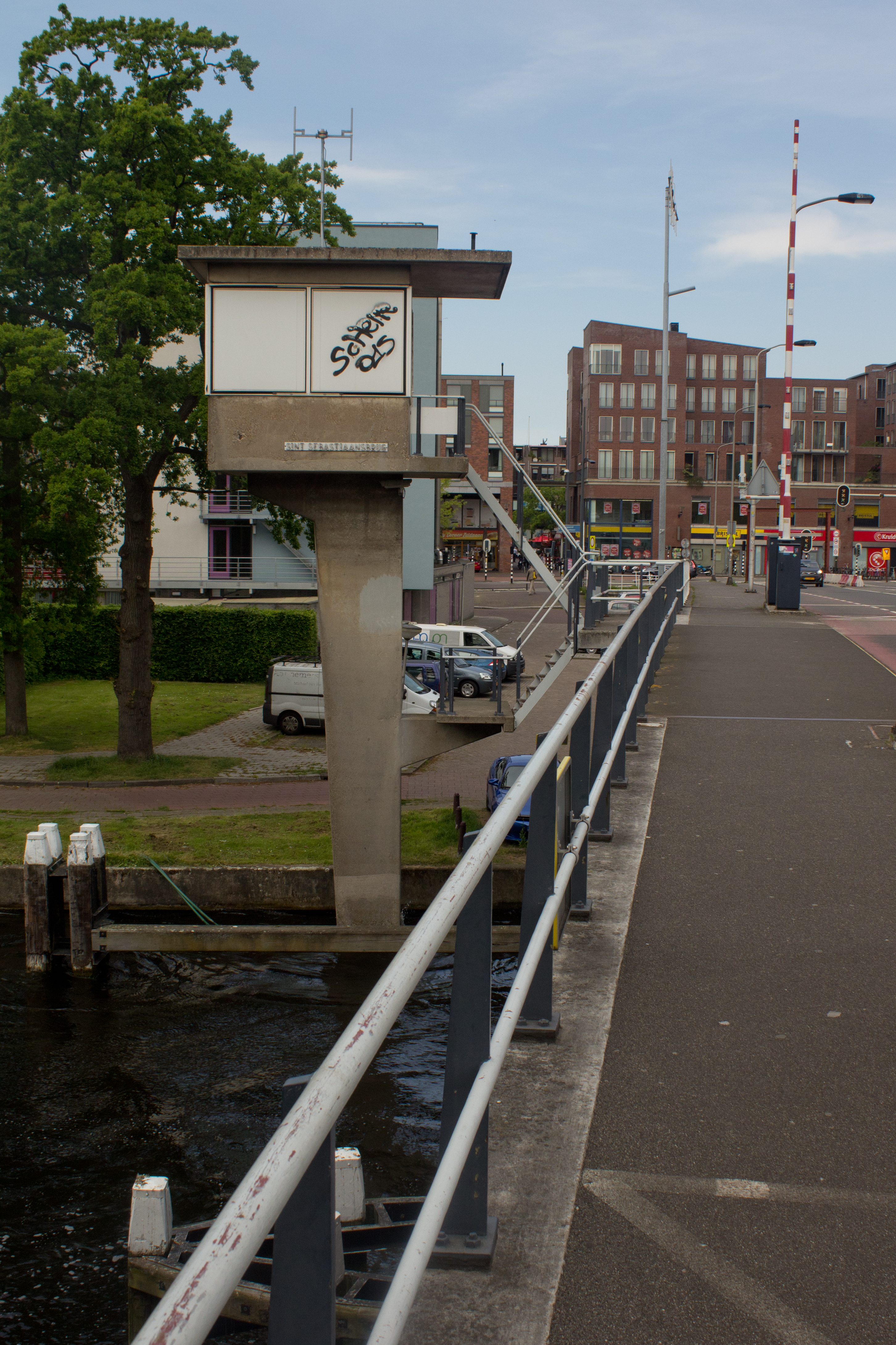
Het wachthuis van de oude Sint-Sebastiaanbrug

## Nieuwe brug en tramlijn
Het was de bedoeling tramlijn 19 over deze brug aan te leggen. Op de St. Sebastiaansbrug was gekozen voor een zijligging aan de oostelijke zijde van de brug, met een aparte tram-/busbaan. Begin 2008 werd bekend dat de staat van onderhoud van de St. Sebastiaansbrug zodanig slecht was dat de aanleg van deze tramlijn niet zonder een grondige renovatie van de brug kon worden verricht. De gemeente Delft ging plannen ontwikkelen om deze renovatie uit te voeren. De aanleg van dit gedeelte van tramlijn 19 vanaf het NS-station Delft naar de TU-wijk liep hierdoor ernstige vertraging, terwijl de rails op het verdere traject er al jaren ongebruikt bij lagen.
Op 25 april 2008 maakte de gemeente bekend dat onderzoek had uitgewezen dat de technische staat van de brug nog veel slechter was dan was gedacht. Daarom werd de brug vanaf 26 april 2008 voor alle verkeer, met uitzondering van fietsers en voetgangers, afgesloten. Op 29 april 2008 werd de brug weer vrijgegeven voor personenauto's. Zwaar verkeer (met een gewicht boven 5000 kg) werd - hangende uit te voeren noodreparaties - nog niet toegestaan. 
Daarom werd er door de gemeente besloten dat er een nieuwe Sebastiaansbrug gebouwd moest worden die de huidige brug zou vervangen. In eerste instantie waren er plannen om een tafelbrug te maken, maar dit bleek financieel niet haalbaar en deze plannen gingen van de baan. Tijdens een raadsvergadering op 17 november 2015 meldde de wethouder dat er gekozen was voor een beweegbare brug van 4,5 meter hoogte. De brug zou € 25 miljoen moeten kosten. 
Tussen 14 februari 2019 en 12 juni 2020 was de brug dicht en werd deze gesloopt om de nieuwe brug te bouwen. De nieuwe brug werd gebouwd door Aannemers Combinatie Sagittarius bestaande uit Van Spijker Infabouw en Solidd Steel Structures. Hoewel de nieuwe brug werd geopend op 12 juni 2020, was tramlijn 19 nog niet klaar. Het was de verwachting dat deze eind 2020 gereed zou komen.
Inmiddels was gebleken dat de specialistische systemen van de TU Delft last kunnen hebben van de straling van de trams. Om dit te voorkomen moest een nieuw systeem ontwikkeld worden. De verwachting was toen dat tramlijn 19 in het vierde kwartaal van 2022 naar de TU zou kunnen rijden. Die datum is later verschoven naar midden 2026.

## Historie
De Sint Sebastiaansbrug was oorspronkelijk bedoeld als onderdeel van een noord-zuid verkeersroute die in noordelijke richting de binnenstad zou doorsnijden en aan moest sluiten op de westkant van de Beestenmarkt. De brug is daarom haaks over het Rijn-Schiekanaal gebouwd. Aan het eind van de jaren 60 is deze visie verlaten maar de brug lag er al. Daardoor is er direct aan de centrumzijde van de brug een scherpe bocht naar het westen (Zuidwal).

## Afbeeldingen

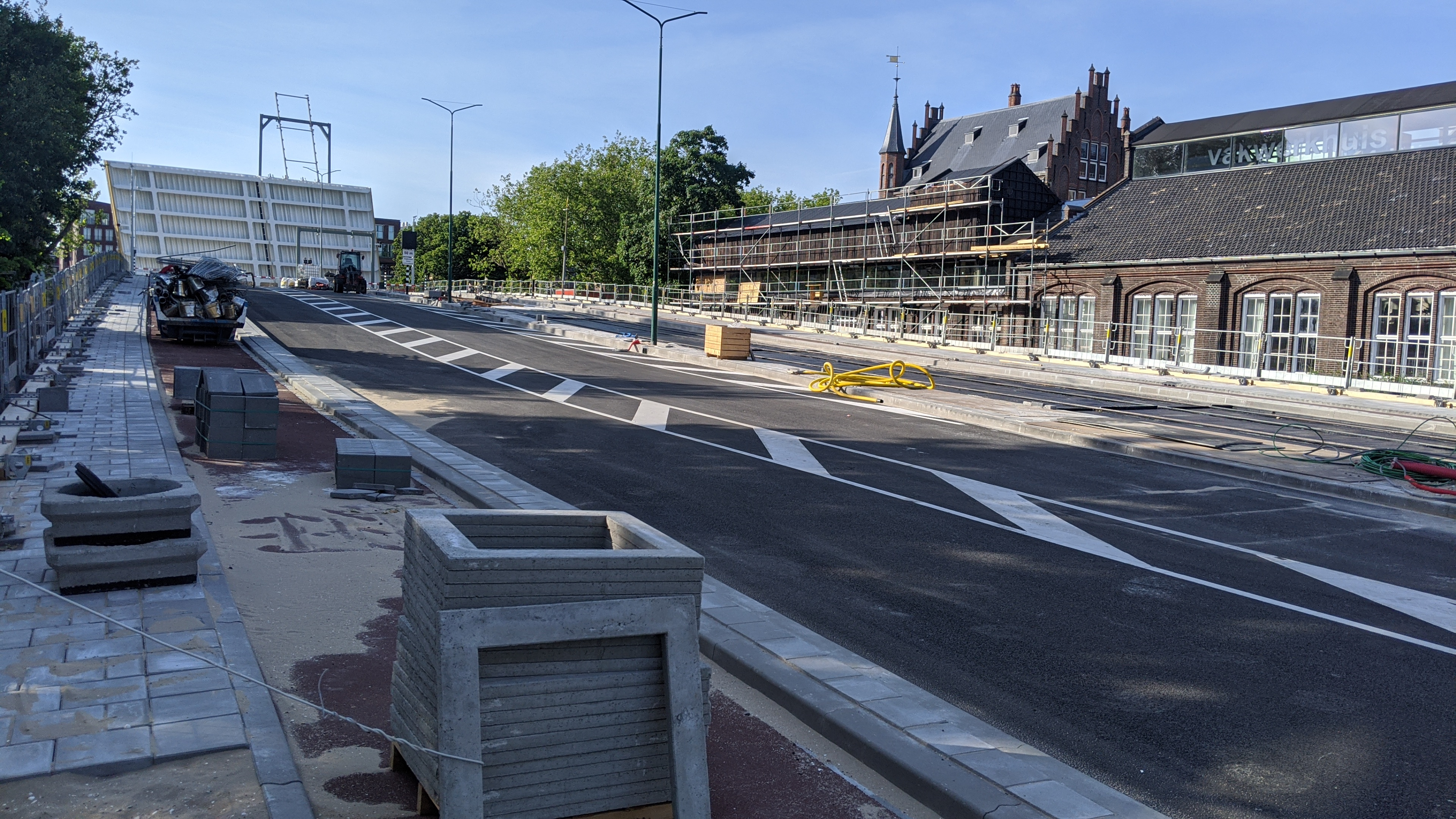
Nieuwe brug in aanbouw
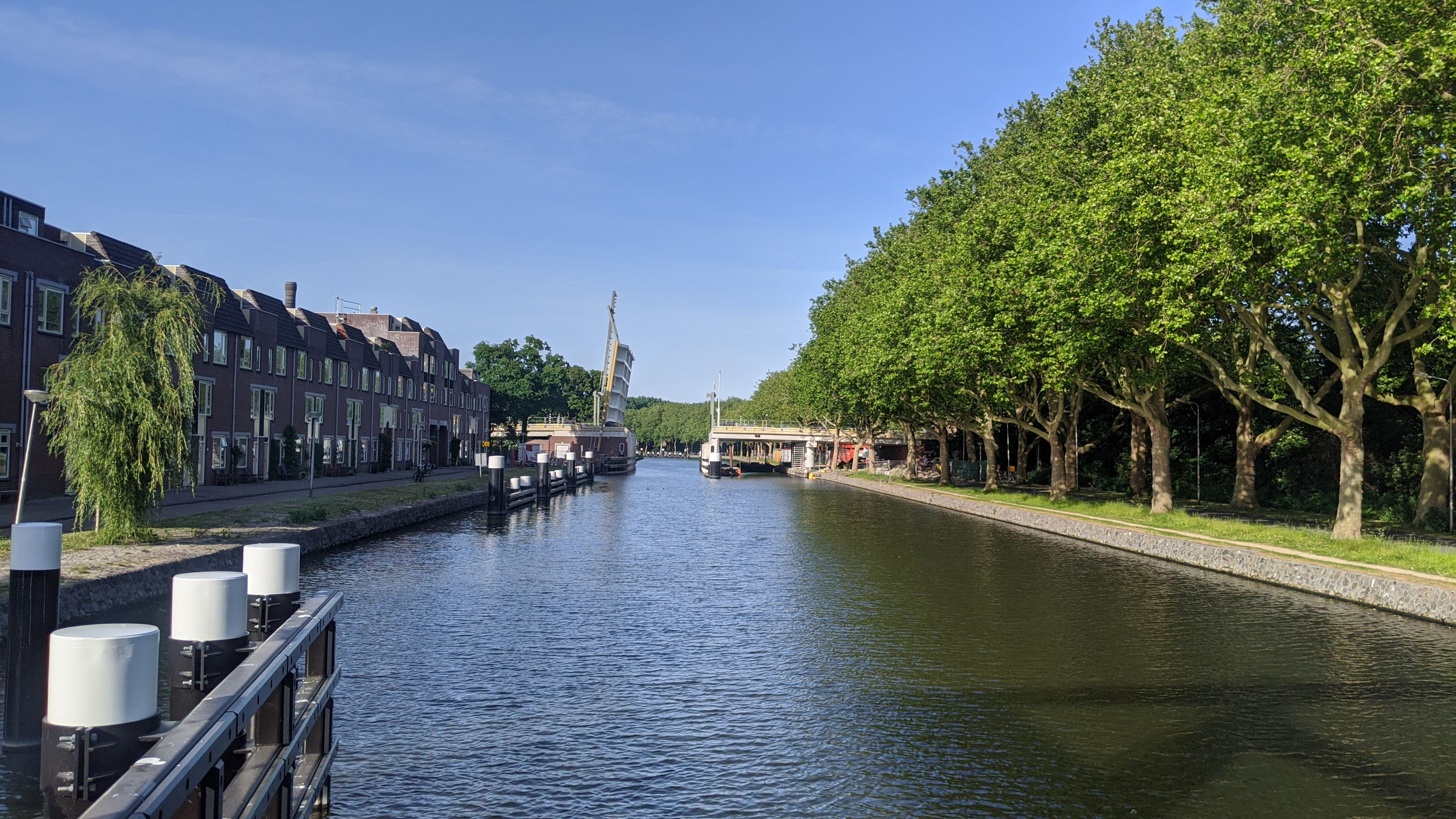
Nieuwe brug in aanbouw
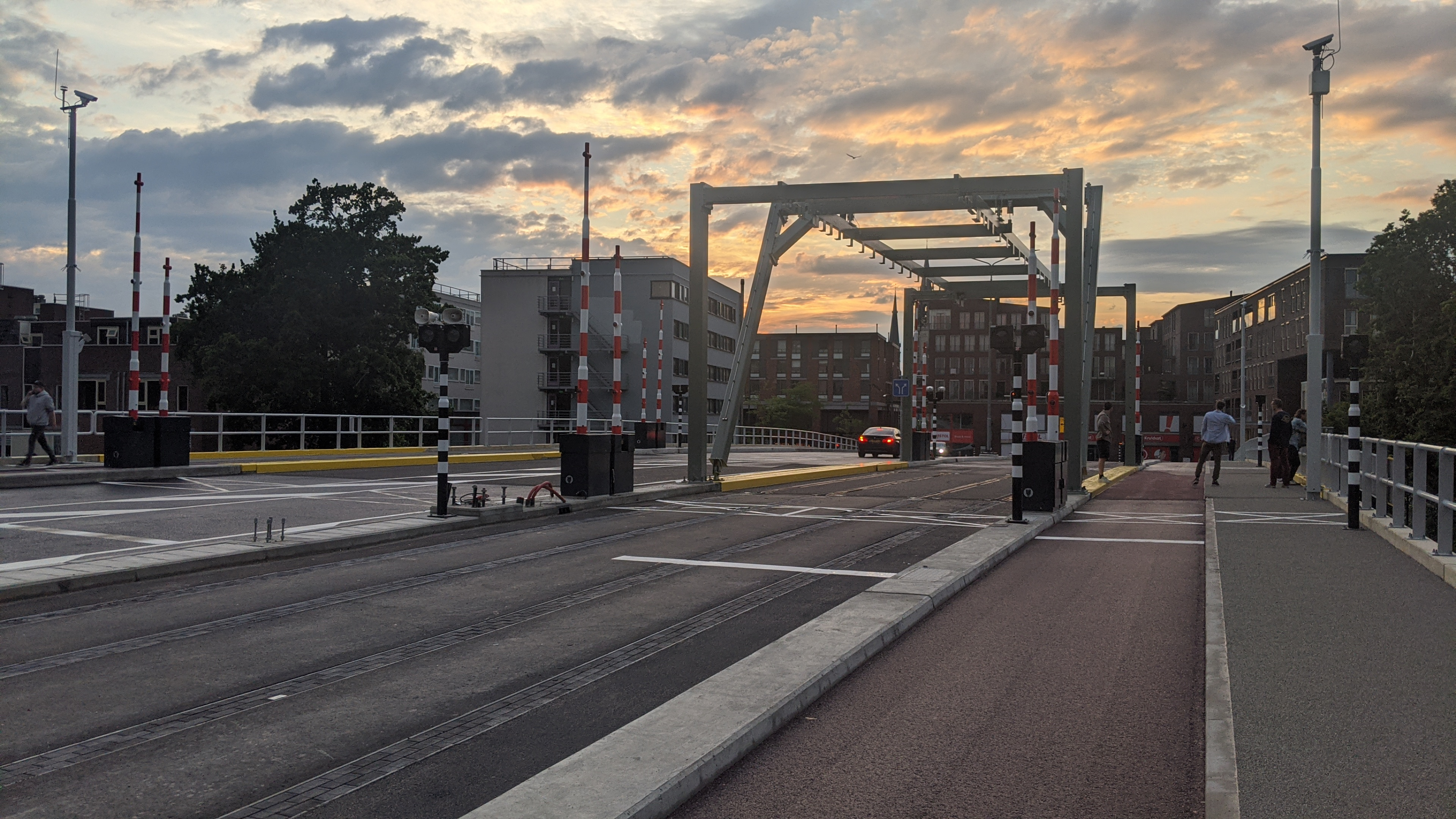
Nieuwe brug opgeleverd

Tijdens de afsluiting van de brug reed buslijn 60 als enige tussen het station en halte Zuidpoort; buslijn 62 en 63 reed bovenlangs om het centrum heen; buslijn 37, 40, 69 en 455 reden vanaf het station om via Voorhofdreef en Kruithuisweg; buslijn 174 kwam helemaal niet bij het station en reed via Mekelweg-Jaffalaan-Michiel de Ruyterweg-Juilianalaan-Mekelweg terug richting Rotterdam.Fietsers en bromfietsers werden omgeleid via de Hambrug, en daarna over de Kanaalweg en een tijdelijk fietspad met tijdelijke brug. 